# IEEE 802.11
IEEE 802.11 je skupina standarda za bežične lokalne mreže (WLAN) koje je razvila radna grupa 11. međunarodnog tijela IEEE 802.
Skupina standarda 802.11 trenutačno sadrži šest načina bežične modulacije signala, koji koriste isti protokol, a najčešći načini su definirani a, b i g dodatcima izvornom standardu koji se ponekad naziva "802.11 legacy"; sigurnosne odredbe su naknadno dodane i okupljene su u 802.11i dodatku. Ostali dodatci ove porodice (c-f, h-j, n) su servisna poboljšanja i proširenja ili ispravke prijašnjih odredbi. 802.11b je prvi široko rasprostranjeni bežični standard, a 802.11g je trenutačno u najvećoj ekspanziji, dok je 802.11a slabije raširen, ali također vrlo prisutan u svijetu.
802.11b i 802.11g standardi koriste nelicencirani pojas frekvencija na 2,4 GHz. Standard 802.11a koristi frekvencije na 5 GHz. Radom na tim frekvencijama, 802.11b i 802.11g uređaje mogu ometati mikrovalne pećnice, bežični telefoni, kamere i drugih uređaji koji također koriste taj "neregulirani" pojas frekvencija.
Proizvodi napravljeni prema ovim standarima često nose zaštitni znak Wi-Fi.

## Protokoli

### 802.11b

#### Kanali i međunarodna kompatibilnost
802.11b i 802.11g dijele područje frekvencija u 14 međusobno preklopljenih kanala koji su široki po 22 MHz. Kanali 1, 6 i 11 (a u nekim zemljama i 14) međusobno se ne preklapaju i te kanale (ali i druge koji su jednako razmaknuti) moguće je koristiti tako da više mreža može raditi jedna blizu druge a da se ne ometaju. 
Kanali 10 i 11 su jedini koji su dostupni u svim dijelovima svijeta, jer Španjolska nije dopustila upotrebu kanala od 1. do 9. za 802.11b uređaje. Tablica s popisom frekvencija prema IEEE STD 802.11b-1999/Cor 1-2001 izgleda ovako:
| Kanal | MHz  | SAD X10 | Kanada X20 | ETSI X30 | Španjolska X31 | Francuska X32 | Japan X40 | Japan X41 |
| ----- | ---- | ------- | ---------- | -------- | -------------- | ------------- | --------- | --------- |
| 1     | 2412 | x       | x          | x        |                | x             |           | x         |
| 2     | 2417 | x       | x          | x        |                | x             |           | x         |
| 3     | 2422 | x       | x          | x        |                | x             |           | x         |
| 4     | 2427 | x       | x          | x        |                | x             |           | x         |
| 5     | 2432 | x       | x          | x        |                | x             |           | x         |
| 6     | 2437 | x       | x          | x        |                | x             |           | x         |
| 7     | 2442 | x       | x          | x        |                | x             |           | x         |
| 8     | 2447 | x       | x          | x        |                | x             |           | x         |
| 9     | 2452 | x       | x          | x        |                | x             |           | x         |
| 10    | 2457 | x       | x          | x        | x              | x             | x         | x         |
| 11    | 2462 | x       | x          | x        | x              | x             | x         | x         |
| 12    | 2467 |         |            | x        |                | x             |           | x         |
| 13    | 2472 |         |            | x        |                | x             |           | x         |
| 14    | 2484 |         |            |          |                |               | x         |           |

### 802.11n
30 - 130 Mbit/s

### Tablica modulacija
| Standard                   | Modulacija                                                                              | Frekvencije  | Podržana propusnost podataka (Mbit/s)       |
| -------------------------- | --------------------------------------------------------------------------------------- | ------------ | ------------------------------------------- |
| 802.11 osnovni ("legacy")  | Frequency-hopping spread spectrum FHSS Direct-sequence spread spectrum DSSS Infrared IR | 2.4 GHz, IR  | 1, 2                                        |
| 802.11b                    | DSSS, HR-DSSS                                                                           | 2.4 GHz      | 1, 2, 5.5, 11                               |
| "802.11b+" (nije standard) | DSSS, HR-DSSS (PBCC)                                                                    | 2.4 GHz      | 1, 2, 5.5, 11, 22, 33, 44                   |
| 802.11a                    | Orthogonal frequency division modulation OFDM                                           | 5.2, 5.8 GHz | 6, 9, 12, 18, 24, 36, 48, 54                |
| 802.11g                    | DSSS, HR-DSSS, OFDM                                                                     | 2.4 GHz      | 1, 2, 5.5, 11; 6, 9, 12, 18, 24, 36, 48, 54 |